# Ли Хан
Ли Хан (род. 4 октября 1990 года) — китайский профессиональный игрок в снукер.

## Спортивная карьера
Дебютировал в мэйн-туре в сезоне 2008/2009. Он получил право стать профессионалом после победы на азиатском чемпионате среди игроков до 21 года. Ли Хан принимал участие в его «домашнем» турнире Jiangsu Classic в 2008 году и закончил выступление последним в своей подгруппе, хотя по ходу выиграл у финалиста чемпионата мира 2008 года, Алистера Картера со счётом 2:0. 
В 2010 году он занял второе место на чемпионате мира среди игроков до 21 года, проиграв в финале Сэму Крейги 8:9. В 2011, будучи обладателем уайлд-карда, вышел в 1/8 China Open.
Высший для себя брейк в качестве профессионала Ли Хан сделал на чемпионате Уэльса 2010 года.

## Дисквалификация
6 июня 2023 года Независимая дисциплинарная комиссия Всемирной ассоциации профессионального бильярда и снукера (WPBSA) вынесла решение в отношении Хана, он получил пожизненную дисквалификацию, а также штраф 43 тысячи фунтов стерлингов за организацию договорных матчей.